# QLZ87
Der QLZ87 ist ein chinesischer Granatwerfer. Die Abkürzung QLZ bedeutet Qing bing qi, Liu-dan Fa-she-qi, Zi-dong (輕兵器 榴彈發射器 自動), was so viel heißt wie automatischer Handgranatwerfer, und die 87 rührt vom ersten Prototyp her, der W87. Der Granatwerfer kommt in zwei Ausführungen vor – einer leichten Ausführung mit Zweibein, welche 12 kg wiegt, und einer schweren Ausführung mit Dreibein, welche insgesamt 20 kg (Granatwerfer 12 kg, Dreibein 8 kg) wiegt. Die leichte Ausführung kann von einem Soldaten bedient werden, während die schwere Ausführung von drei Soldaten bedient wird. Zudem kann der QLZ87 auch an Fahrzeugen montiert werden, wobei das Nachladen während der Fahrt mit einigen Schwierigkeiten daherkommt.

## Technik
Der QLZ87 ist ein aufschießender direkter Gasdrucklader mit Stützklappenverschluss. Der Gasdruck drückt den Verschluss nach hinten und das restliche Gas entweicht sofort. Es ist möglich, drei verschiedene Gasdrücke einzustellen. Eine zweifache Mündungsbremse und ein Gummipolster am Kolben sollen den Rückstoß beherrschbar machen. Der Pistolengriff mit Feuerwahlhebel und Abzug ist seitlich an der rechten Seite angebracht. Der Schütze kann die offene Visierung nutzen oder es gibt auch eine Zieloptik mit dreifacher Vergrößerung.

## Nutzer
- Äthiopien[1]
- Bolivien[1]
- Volksrepublik China[1]
- Namibia[1]
- Pakistan[1]
- Somalia[1]
- Sudan[1]
- Tansania[1]
- Uganda[1]

## Kontroversen
Der QLZ87 ist auch bei zahlreichen nichtstaatlichen Akteuren in Gebrauch. So hatten SPLM-N-Rebellen drei QLZ87 in ihren Lagern. Auch im Darfur-Konflikt wurde der Granatwerfer bereits gesichtet. Weiter haben Al Shabaab diesen Granatwerfer genutzt, wie auch syrische Rebellen aus dem Bürgerkrieg. Zudem verwendeten prosudanesische Rebellen im Tschad den QLZ87.

## Galerie

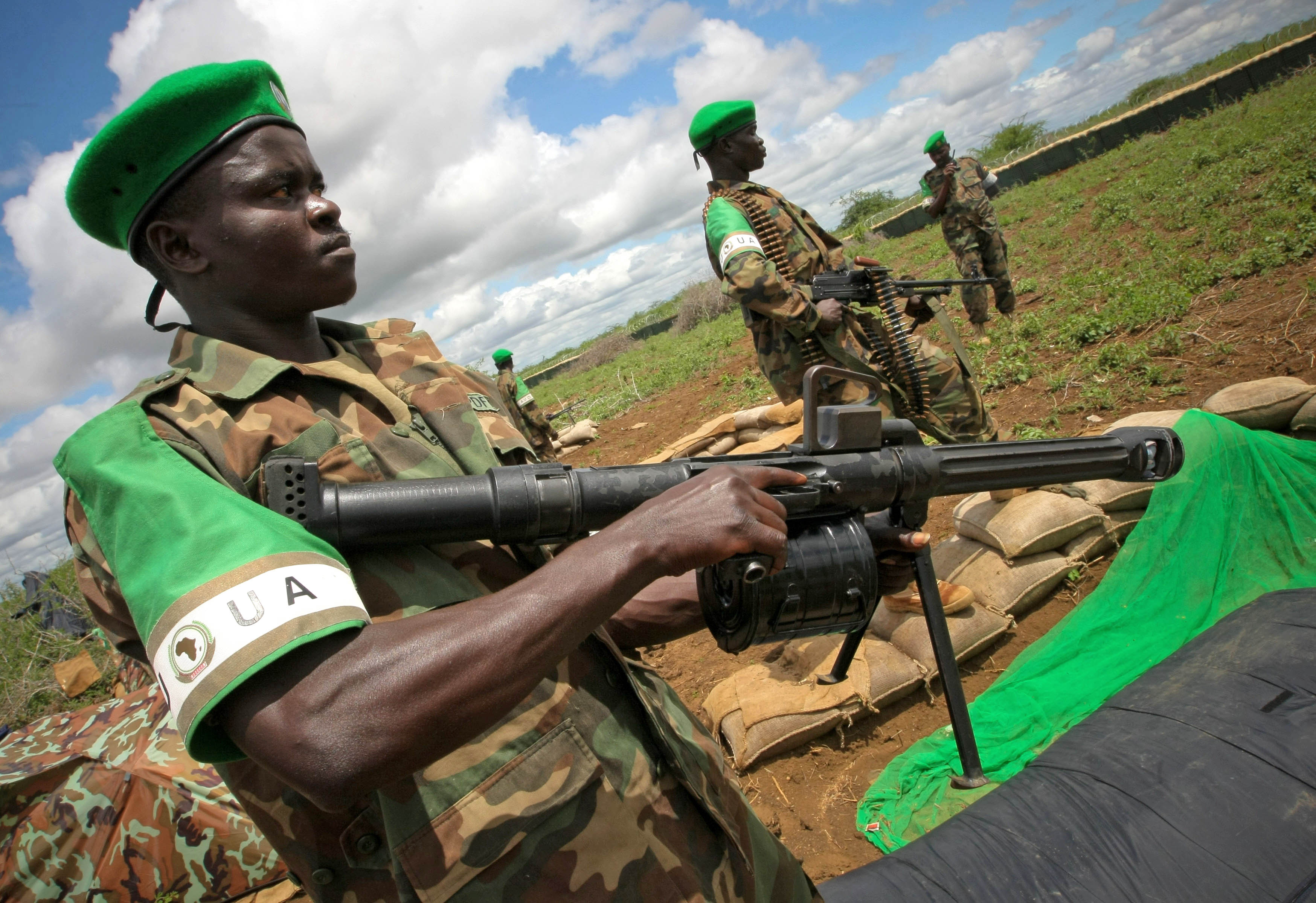
Ugandischer Soldat mit einem QLZ87 in leichter Ausführung
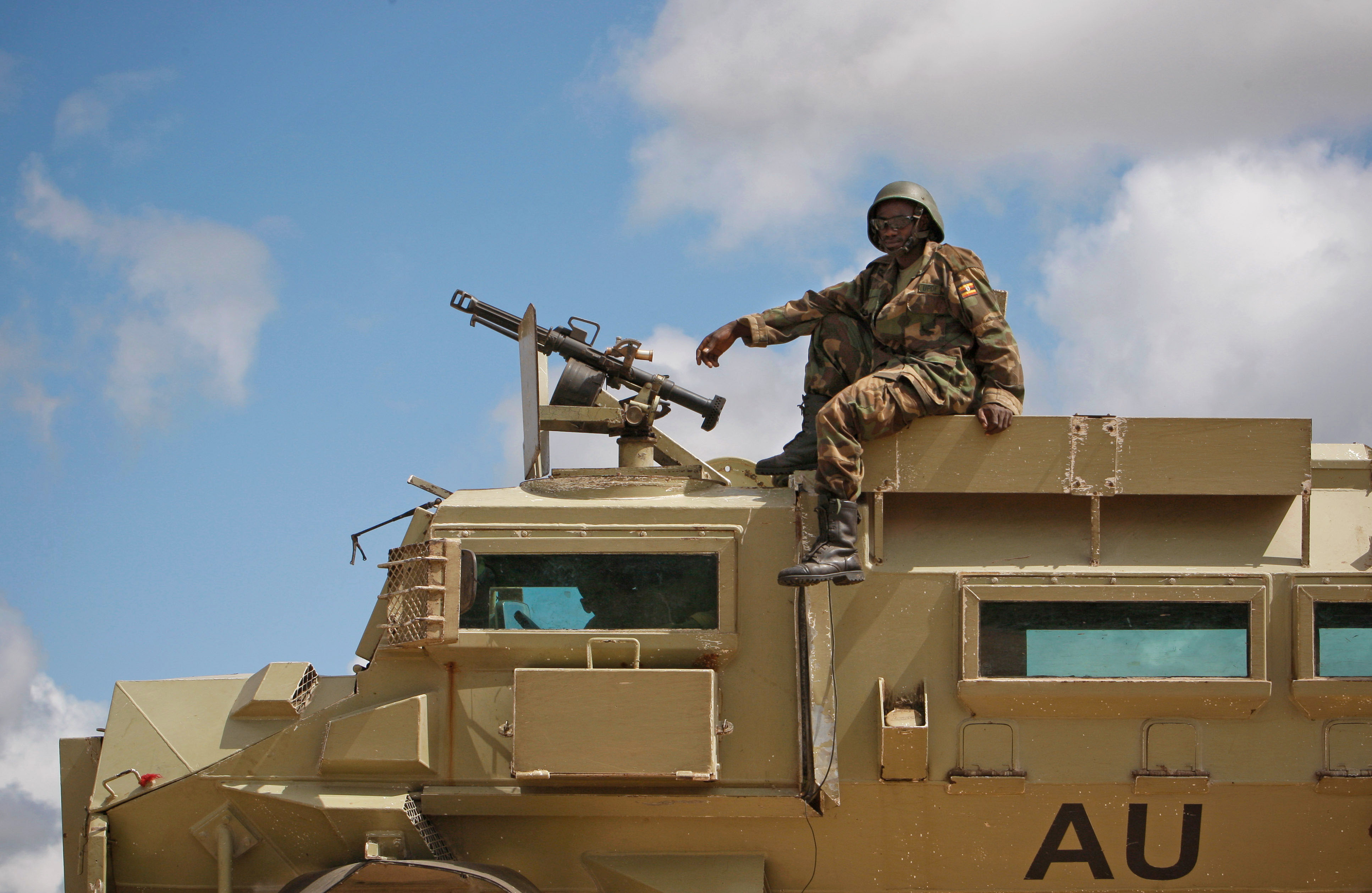
QLZ87 als Bordwaffe
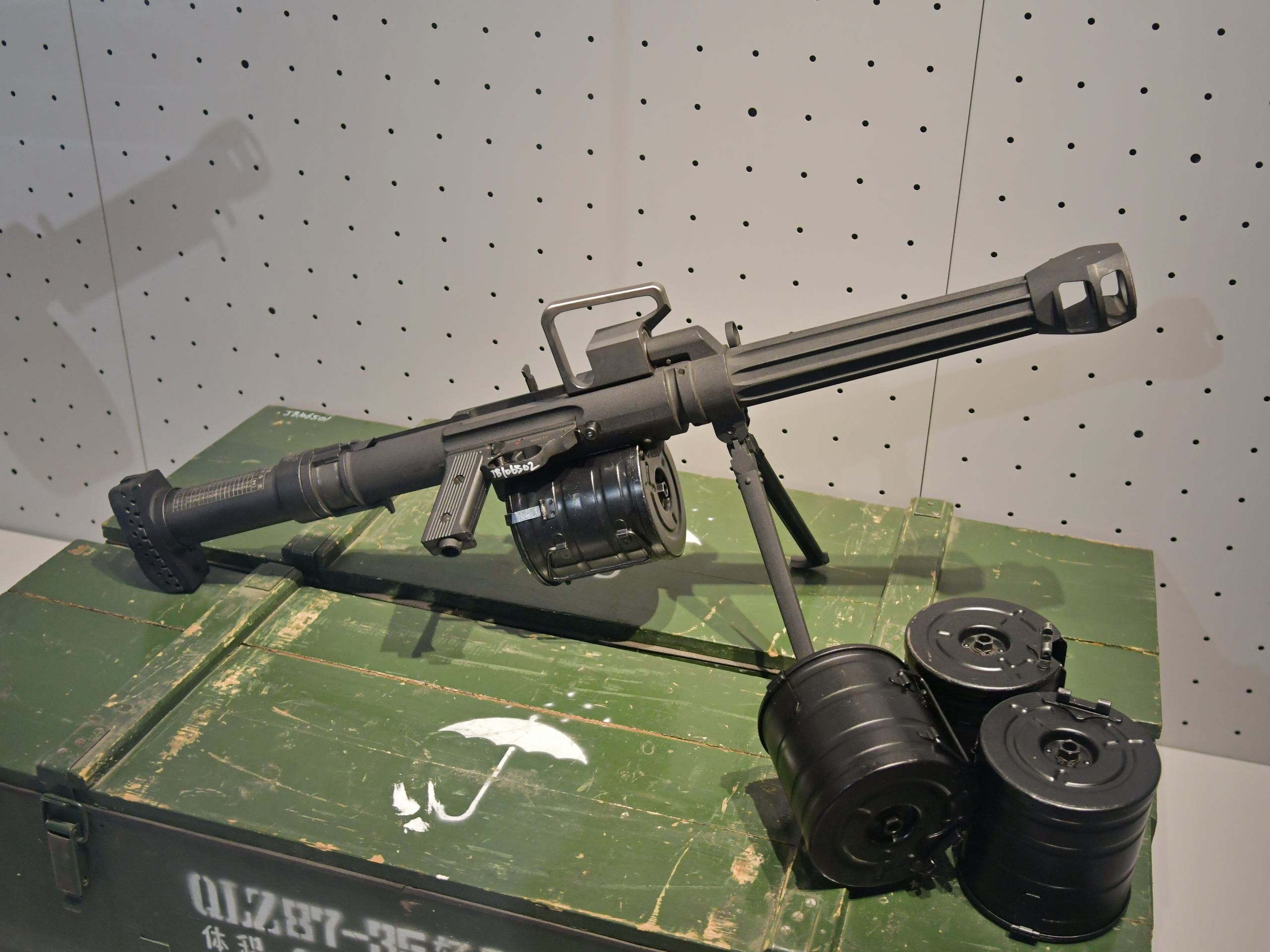
QLZ87 auf Zweibein
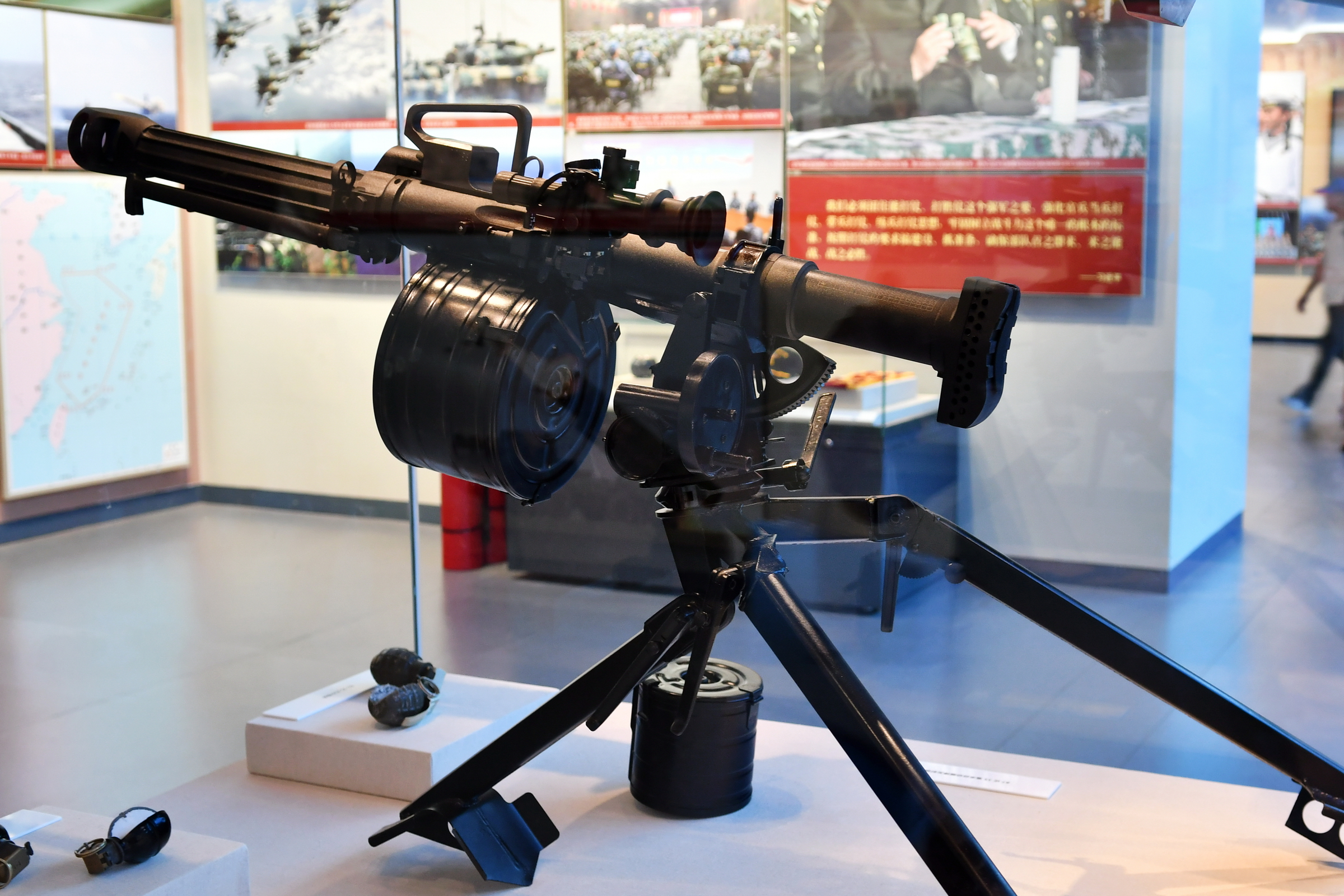
QLZ87 auf Dreibein